# Wake Up (chanson de Rage Against the Machine)
Pour les articles homonymes, voir Wake Up.
Wake up est la 7e piste du premier album du groupe de rap metal Rage Against the Machine. Cette chanson est une ode à Martin Luther King, Cassius Clay et Malcolm X. Certaines paroles font référence à l'assassinat de Luther King (I think I heard a shot) ainsi qu'à un discours qu'il avait prononcé (how long, not long cause what you reap is what you sow cité à la fin de la chanson), selon lequel il donnerait le pouvoir à ceux qui ne l'ont pas (he turned the power to the have nots). Le début de la chanson, repris au milieu, peut faire référence à la chanson de Led Zeppelin Kashmir ; pour ce qui est de la structure on peut comparer cette chanson à Freedom dernière piste de l'album (les deux chansons durent 6 minutes).
Depuis la reformation du groupe en 2007, Zack de la Rocha a pour habitude de dire en concert avant le début de cette chanson un discours relatif au fait que le président Bush devrait être poursuivi en justice pour toutes les atrocités qu'il a commises pendant la guerre en Irak et de ce fait devrait être traité comme un criminel de guerre et donc jugé, pendu et tué.

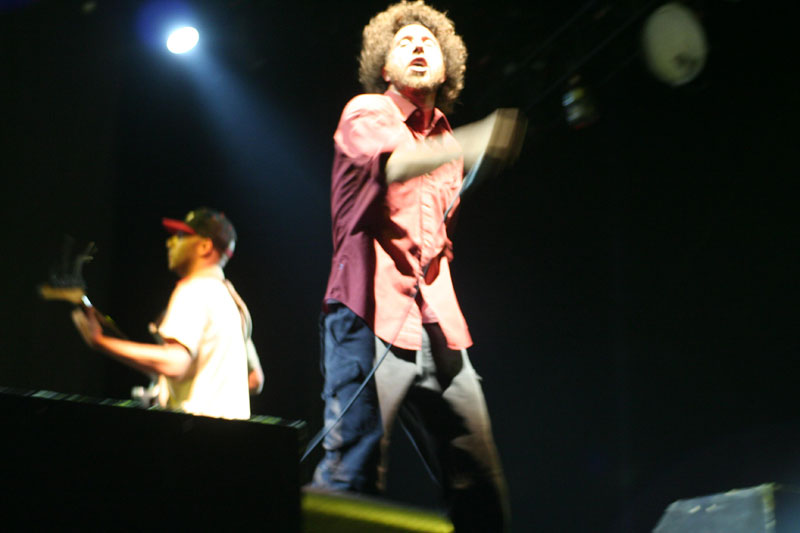
Tom Morello et Zack de La Rocha à Coachella, 2007.

En janvier 2007, le groupe annonce sa reformation. Le groupe se reforme pour le Coachella Festival, en Californie. Le samedi 28 avril 2007, Tom Morello donne un concert de The Nightwatchman. Le lendemain, dimanche 29 avril, le groupe donne un concert, moment fort du festival, le groupe ayant réalisé une liste de chansons comprenant au moins un titre de chacun de leurs albums après une très brève introduction de Zack de La Rocha : « Good evening we're Rage Against The Machine, from Los Angeles California ».
Un discours anti-Bush de Zack de La Rocha est prononcé durant la chanson Wake Up :

« [...] A good friend of ours said that if the same laws were applied to U.S. Presidents as were applied to the Nazis after World War II, then every single one of 'em, every last rich white one of 'em from Truman on, would have been hung to death, and shot. And this current administration is no exception. They should be hung, and tried, and shot. As any war criminal should be. But the challenges that we face, they go way beyond administrations. Way beyond elections. Way beyond every four years of pulling levers. Way beyond that, because this whole rotten system has become so vicious and cruel, that in order to sustain itself, it needs to destroy entire countries, and profit from their reconstruction, in order to survive, and that's not a system that changes every four years, it's a system that we have to break down generation after generation after generation after generation after generation. WAKE UP! [...] »

Cette chanson, ainsi que d'autres comme Calm like a bomb, figure au générique et sur la BO de Matrix.